# Pragma once

در زبان برنامه‌نویسی سی و سی++، ‎#pragma once، یکی از دستورهای غیر استاندارد پیش‌پردازنده است که اگر در فایلی قرار داده شود، فایل مورد نظر تنها یک بار در هر بار کامپایل درج خواهد شد. هر چند که این دستور غیر استاندارد است، اما به‌طور گسترده توسط کامپایلرهای مختلف پشتیبانی می‌شود. این دستور عملکردی مشابه اینکلود گارد دارد. اما استفاده از ‎#pragma once مزایایی نسبت به اینکلود گارد دارد که کد کمتر، جلوگیری از تصادم و برخورد اسامی و کاهش زمان کامپایل (در برخی مواقع) از جمله مزایای استفاده از ‎#pragma once هستند.

## مثال
فایل "grandparent.h":
```
#pragma once

struct
 
foo
 

{

    
int
 
member
;

};

```

فایل "parent.h":
```
#include
 
"grandparent.h"

```

فایل "child.c":
```
#include
 
"grandparent.h"

#include
 
"parent.h"

```

در صورتی که از ‎#pragma once در فایل grandparent.h استفاده نشود، فایل child.c به شکل زیر در خواهد آمد:
```
struct
 
foo
 

{

    
int
 
member
;

};

struct
 
foo
 

{

    
int
 
member
;

};

```

که یک خطای نحوی در بر خواهد داشت. چرا که ساختار foo دو بار تعریف شده که خطاست. اما با قرار دادن دستور ‎#pragma once در فایل grandparent.h این مشکل برطرف می‌شود.

## مزایا و معایب
استفاده از ‎#pragma once در برخی از کامپالرها باعث می‌شود که مدت زمان کامپایل برنامه کاهش یابد، چرا که این دستور نسبت به اینکلود گارد سطح بالاتر است. خود کامپایلر می‌تواند نام فایل‌ها یا شماره آینود فایل‌ها را با هم مقایسه کند و آن‌ها را مدیریت کند. اما استفاده از اینکلود گارد، نیازمند فراخوانی کردن پیش‌پردازنده برای پویش کردن ‎#ifndef و ‎#endif است.
برخی از کامپایلرها نظیر جی‌سی‌سی و کلنگ، کدهای مخصوصی دارند که به کمک آن‌ها می‌توانند اینکلود گاردها را با سرعت زیاد و بهینه مدیریت کنند، بنابراین استفاده از ‎#pragma once در این کامپایلرها تأثیر کمی دارد یا اصلاً بدون تأثیر است.
همانطور که گفته شد، به خاطر اینکه کامپایلر خودش و بدون نیاز به پیش‌پردازنده دستور ‎#pragma once را مدیریت می‌کند، برنامه‌نویس مجبور نیست یک ماکروی خاص مانند GRANDPARENT_H در مثال اینکلود گارد را ایجاد کند. این کار خطر تداخل اسامی را از بین می‌برد و درج کردن فایل‌های سرایند با شکست مواجه نمی‌شود.

## قابل حمل بودن
| نام کامپایلر       | #pragma once                |
| ------------------ | --------------------------- |
| Clang              | پشتیبانی می‌کند.             |
| Comeau C/C++       | پشتیبانی می‌کند.             |
| سی++بیلدر          | پشتیبانی می‌کند.             |
| Digital Mars C++   | پشتیبانی می‌کند.             |
| GCC                | پشتیبانی می‌کند. (since 3.4) |
| Intel C++ Compiler | پشتیبانی می‌کند.             |
| ویژوال سی++        | پشتیبانی می‌کند.             |
| Pelles C           | پشتیبانی می‌کند.             |
| IAR C/C++          | پشتیبانی می‌کند.             |